# 津奈木町立平国小学校
津奈木町立平国小学校（つなぎちょうりつ ひらくにしょうがっこう）は、熊本県葦北郡津奈木町にあった公立小学校。廃校後は校舎を利用した欧風カキ小屋「つなぎオイスターバル」となっている（営業期間は1月から4月頃の週末）。

## 沿革
- 1875年（明治8年） - 津南分校創立
- 1891年（明治24年） - 平国分校と改称
- 1892年（明治25年） - 平国尋常小学校として独立。
- 1941年（昭和16年） - 平国国民学校と改称
- 1947年（昭和22年） - 津奈木村立平国小学校と改称
- 1963年（昭和38年） - 津奈木町立平国小学校と改称
- 2016年（平成28年）3月 - 津奈木町立津奈木小学校へ統合